# Бекасик
«Бекасик» (англ. Piper) — комп’ютерний анімаційний короткометражний фільм 2016 року, створений Pixar Animation Studios. Написаний і зрежисований Аланом Барілларо, його показали разом із фільмом Pixar «У пошуках Дорі» 17 червня 2016 року. Він отримав премію «Оскар» за найкращий анімаційний короткометражний фільм на 89-й церемонії вручення премії «Оскар», ставши першим короткометражним анімаційним фільмом Pixar, який здобув цю нагороду після фільму «Про пташок» у 2001 році.
Короткометражний фільм розповідає про голодне дитинча кулика, яке вчиться долати свій страх води. Натхнення прийшло менше ніж за милю від Pixar Studios в Емерівіллі, штат Каліфорнія, де Барілларо, досвідчений аніматор Pixar, пробігав уздовж берега та помітив тисячі птахів, які тікали від води, але поверталися між хвилями, щоб поїсти.

## Сюжет
Зграя куликів полює на їжу на березі моря, шукаючи молюсків, які оголяють відступні хвилі, і тікає, коли хвиля повертається. Мати бере дитину Пайпер на берег, щоб вона навчилася самостійно шукати їжу. Однак їй не вдається вчасно відійти, і її накриває прибій. Цей інцидент змушує Пайпер жахатися води, і вона відмовляється залишати гніздо. Незабаром вона змушена повернутися на берег через голод і помічає рака-відлюдника, який копається в піску. Поки вона спостерігає за крабом, велика хвиля налітає і занурює її. Однак цього разу краб каже Пайпер відкрити очі, щоб вона побачила великих двостулкових молюсків, оголених хвилею. Схвильована, Пайпер долає свій страх перед водою та вчиться ловити великих двостулкових молюсків під водою, знаходячи достатньо, щоб нагодувати всю свою зграю.

## Виробництво
Алан Барілларо використовував нову передову технологію для створення «Бекасика» протягом трьох років. Щоб надати куликам та іншим птахам, видимим на задньому плані, реалістичного вигляду, Барілларо та команда коротких аніматорів відвідали пляжі в районі затоки Сан-Франциско, а також акваріум Монтерей-Бей, щоб вивчити їх зовнішній вигляд і поведінку. Зокрема, пір’я куликів було відтворено в найдрібніших деталях.

## Вихід
«Бекасик» вийшов у прокат 17 червня 2016 року перед «У пошуках Дорі». Він також був включений до його випусків на Blu-ray та DVD.

## Оцінки та відгуки

### Оцінка критиків
На вебсайті агрегатора відгуків Rotten Tomatoes рейтинг схвалення «Бекасика» склав a 100% на основі п'яти відгуків.
Ерік Кон з IndieWire поставив короткометражному фільму оцінку «А-», назвавши його «захопливою історією виживання в милому, чарівному обрамленні». Він похвалив анімацію за «неймовірну реалістичність» і сказав, що компанія Pixar вивела короткометражний фільм на «нову незвідану територію» за допомогою реалістичної анімації. Кон також відчув, що попри простий сюжет короткометражного фільму, його стиль оповіді схожий на стиль фільмів Studio Ghibli. У статті для Insider Кірстен Акуна також високо оцінила анімацію, назвавши зображення піску та води «неймовірно реальними».
Пітер Дебрюдж з Variety написав, що «Бекасик» був «простим, як хайку, і водночас приголомшливим», і назвав його «безперечно найкращим» серед номінантів того року на премію «Оскар» за найкращий короткометражний анімаційний фільм. Стефані Меррі з The Washington Post назвала короткометражний фільм «одним із найсильніших у Pixar», тоді як Марсі Кук із «The Mary Sue» висловила думку, що він кращий, ніж «У пошуках Дорі» (разом із яким він був випущений), і вартий того, щоб заплатити за нього окремо. 2022 року Comic Book Resources дала йому друге місце у своєму списку найкращих короткометражних фільмів Disney або Pixar.

### Нагороди
| Нагорода           | Дата церемонії       | Категорія                                    | Номінант(и)                       | Результат | Прим.  |
| ------------------ | -------------------- | -------------------------------------------- | --------------------------------- | --------- | ------ |
| Кінопремія Оскар   | 26 лютого 2017 року  | Найкращий короткометражний анімаційний фільм | Алан Барілларо та Марк Сондгаймер | Перемога  | [ 13 ] |
| Премія Енні        | 4 лютого 2017 року   | Кращий анімаційний короткометражний сюжет    | Бекасик                           | Перемога  | [ 14 ] |
| Кінопремія Імперія | 19 березня 2017 року | Кращий короткометражний фільм                | Бекасик                           | Номінація | [ 15 ] |

Короткометражний фільм також був частиною The Animation Showcase 2016.